# Walki nad Krasną
Walki nad Krasną – starcie zbrojne stoczone podczas kampanii wrześniowej nad Krasną. Miało ono miejsce 6 września 1939 i zakończyło się wygraną Niemców.

## Przed bojem
3 Dywizja Piechoty Legionów (płk. Mariana Turkowskiego) zgodnie z planem mobilizacyjnym miała tworzyć część sił głównych południowego zgrupowania Armii „Prusy”. Pierwszy rzut 3 Dywizji Piechoty wyładował się 3 września 1939 w rejonie Radom – Jedlnia. Składał się tylko z I Batalionu 7 Pułku Piechoty Legionów, I Batalionu 8 Pułku Piechoty Legionów, I batalionu 9 Pułku Piechoty Legionów. Większe postępy armii niemieckiej zmusiły skierowanie batalionów szybciej, niż wcześniej chciano. Oddziały podporządkowano dowódcy 12 Dywizji Piechoty gen. Paszkiewiczowi i zostały skierowane do obrony rejonu Krasna – Luta – Samsonów. W ostatnim momencie przed walką przydzielono do oddziałów 1 Baterię 3 Pułku Artylerii Lekkiej Legionów oraz pluton z kompanii przeciwpancernej.
6 września niemiecka 2 Dywizja Lekka rozpoczęła siłami dwóch zgrupowań w sile ok. dywizjonu zmotoryzowanej kawalerii wspartej ok. 20–25 czołgów każde działania z rejonu Kielc w kierunku na Skarżysko-Kamienną i Radom. Natarcie wspierał 78 pułk artylerii dowodzony przez mjr. Kesslera.

## Przebieg walk

### Pod Krasną
Rano 6 września I batalion 7 Pułku Piechoty Legionów majora Romana Grabińskiego obsadził odcinek wzdłuż rzeki na południe od Krasny. 1 kompania kapitana Bolesława Marca (wzmocniona plutonem moździerzy) zamknęła drogę na Serbinów, pozostawiając odwód w Krasnej, 2 kompania kapitana Gustawa Cichockiego zajęła stanowiska obronne na lewym skrzydle ugrupowania, a 3 kompania por. Zenona Starewicza rozlokowała się za rzeką, stanowiąc zabezpieczenie przeprawy na drodze do Huciska. Dodatkowo wszystkim kompaniom przydzielono po plutonie ckm z kompanii ckm. W ostatniej chwili do oddziału dołączyła I bateria 3 Pułku Artylerii Lekkiej Legionów i zajęła stanowiska pod Mokrą, a jedno działo skierowano do Krasnej, które miało zwalczać pojazdy pancerne, ponieważ pluton dział przeciwpancernych nie przybył na czas. Niemieckie wojska zmotoryzowane natarły w godzinach rannych z Mniowa.
Od rana jednostki 7 Pułku Piechoty walczyły z niemieckimi czołgami i piechotą nadchodzącymi od Serbinowa, które z powodzeniem były zwalczane przez polską artylerię. Po kilku nieudanych natarciach artyleria wroga zwiększyła ostrzał niszcząc jedną polską armatę i podpalając zabudowania Krasnej, a do szturmu przystąpiła niemiecka piechota. W rezultacie polskie oddziały zostały wyparte z Krasnej. Do kontrataku została wyznaczona III kompania, która odzyskała miejscowość. Około godziny 14:00 rozkazano jednak odwrót w kierunku Bliżyna, ponieważ I batalion 9 Pułku Piechoty pod naciskiem Niemców wycofał się ze swoich stanowisk w Lucie, co zagroziło okrążeniem polskich oddziałów w Krasnej.
Po przejęciu Krasnej i sąsiedniego Komorowa Wehrmacht dokonał zbrodni na cywilach, mordując ogółem 28 osób. Komorów spalono, mimo że nie był bezpośrednio objęty działaniami bojowymi. 

### Pod Samsonowem
I batalion 8 Pułku Piechoty Legionów majora Michała Kaseja rozlokował się w pobliżu gajówki Samsonów. 1 kompania kapitana Witolda Stanisława Jaworskiego obsadziła pozycje na lewym skrzydle, 2 kompania porucznika rezerwy Mieczysława Tudreja zajęła stanowisko niedaleko szosy do Odrowąża, a 3 kompania podporucznika Kazimierza Rzepki obsadziła prawe skrzydło. W samym Samsonowie usadowiło się ubezpieczenie Batalionu. Oddział jako jedyny z Dywizji posiadał pluton dział pancernych. Na jego odcinku atak przeprowadził oddział wydzielony z 7 Aufklärungs-Regiment (pułku rozpoznawczego) dowodzonego przez plk. Walthera Silkow-Neumanna, wyposażony w samochody pancerne i motocykle.
Pierwsze niemieckie natarcie uderzyło w ubezpieczenie batalionu, jednak po chwili się wycofało. Wraz z napływem kolejnych sił niemieckich, polska placówka musiała się wycofać. W południe Wehrmacht ponowił uderzenie na główny odcinek obrony batalionu, poprzedzając go ostrzałem artyleryjskim. Polskie oddziały odparły atak, niszcząc kilka samochodów pancernych. Na skutek ognia moździerzy i artylerii batalion poniósł straty. Pomimo tego kolejne ataki niemieckie były odpierane. Dowódca II kompanii por. Tudrej, celnym strzałem z karabinu przeciwpancernego zniszczył czołg. Niemcy jednak wzmocnili ogień. Mieczysław Tudrej został ranny tak jak wielu innych dowódców. Wszyscy byli zastępowani przez podoficerów, co było przykładem odwagi i nieustanności. Pomimo strat liczących 10 zabitych i wielu rannych batalion utrzymał pozycje do 14:00, kiedy to dotarł rozkaz wycofania jednostek, spowodowany odwrotem 9 Pułku Piechoty. Wycofanie się polskich sił z Luty zagrażało okrążeniem Batalionu 8 Pułku Piechoty.
Po zajęciu Samsonowa Niemcy zabili 3 mieszkańców.

### Pod Lutą
I batalion 9 Pułku Piechoty Legionów majora Wacława Korsaka zajął odcinek na skraju lasu obok wsi Luta wzdłuż Krasnej, czołem do Serbinowa. 1 kompania Wilhelma Malca odwodowa, 2 Kompania porucznika rezerwy Mieczysława Adama Wąsowicza obsadziła pozycje na lewym skrzydle, a 3 Kompania podporucznika rezerwy Zenona Józefa Jachymeka na prawym.
Tak jak na pozostałych odcinkach obrony także tu natarcie niemieckie ruszyło rankiem 6 września. Początkowo polskie oddziały z łatwością odparły oddziały rozpoznawcze wroga, jednak wprowadzenie do walki czołgów przechyliło szalę zwycięstwa na stronę Niemców. Było to spowodowane brakiem odpowiednich narzędzi do niszczenia pojazdów pancernych. W południe batalion został częściowo rozproszony, wyrzucony z zajmowanych pozycji i wycofał się do Bliżyna tracąc 2-3 oficerów i ok. 30 żołnierzy.

## Skutki walk nad Krasną
Atakujące przez cały dzień polskie pozycje niemieckie oddziały zmotoryzowane poniosły poważne straty w ludziach i sprzęcie i nie przeprowadziły pościgu ograniczając się do ostrzelania wycofującej się polskiej piechoty ogniem artylerii. Opuszczenie pozycji przez trzy bataliony 3 DP Leg. wytworzyło lukę szerokości ok. 20 km pomiędzy Piekłem obsadzonym przez oddziały 36 DP rez., a Bliżynem zajmowanym przez prawe skrzydło 12 DP. Umożliwiło to Niemcom oskrzydlenie 36 Dywizji Piechoty Rezerwowej.